# Samara Maxwell
Samara « Sammie » Maxwell, née le 27 décembre 2001 à Taupo, est une coureuse cycliste néo-zélandaise spécialiste de VTT cross-country. En 2023, en cross-country espoirs, elle est championne du monde et termine 3e du classement général de la Coupe du monde en remportant 2 manches.

## Biographie
En 2023, elle est championne du monde du cross-country espoirs devant Ginia Caluori et Ronja Blöchlinger.

## Palmarès en VTT

### Jeux olympiques
- Paris 2024
  - 8e du cross-country

### Championnats du monde
- Glasgow 2023
  -  Championne du monde de cross-country espoirs

### Coupe du monde
- Coupe du monde de cross-country espoirs
  - 2023 : 3e du classement général, vainqueur de 2 manches

- Coupe du monde de cross-country short track espoirs
  - 2023 : 2e du classement général

- Coupe du monde de cross-country
  - 2024 : 40e du classement général

- Coupe du monde de cross-country short track
  - 2024 : 35e du classement général

### Championnats d'Océanie
- 2019
  -  Médaillée d'argent du cross-country juniors
- 2020
  -  Médaillée d'argent du cross-country espoirs
- 2023
  -  Médaillée d'argent du cross-country
- 2024
  -  Championne d'Océanie de cross-country
- 2025
  -  Championne d'Océanie de cross-country
  -  Championne d'Océanie de cross-country short track

### Championnats de Nouvelle-Zélande
- Championne de Nouvelle-Zélande de cross-country : 2021, 2022, 2023 et 2024
- Championne de Nouvelle-Zélande de cross-country short track :  2024

## Palmarès sur route
- 2024
  - 2e du Gravel and Tar La Femme
  - 3e du championnat de Nouvelle-Zélande sur route